# Среднеононская впадина
Среднеоно́нская впа́дина (Ононская впадина) — впадина на территории Забайкальского края России и Монголии.

## Расположение
Среднеононская впадина расположена в среднем течении реки Онон, между хребтом Эрмана (с востока), Онон-Бальджинским хребтом, хребтом Становик и Могойтуйским хребтом (с запада). Большая часть впадины (центральная и северная) находится в пределах России; южная часть (около трети площади впадины) лежит на территории Монголии. Российская часть начинается от государственной границы и продолжается на север-северо-восток. Общая протяжённость впадины достигает 110 км при ширине от 2 до 20 км.

## Геология
Впадина сложена осадочными, гранитоидными и базальтоидными формациями верхнеюрско-нижнемелового возраста, в которых встречаются залежи бурого угля и фосфоритов. Сверху эти формации перекрыты кайнозойскими континентальными отложениями незначительной мощности. Заложение впадины произошло в мезозое, дальнейшее формирование шло в неоген-четвертичное время и продолжается в настоящее время.
В поперечном разрезе Среднеононская впадина асимметрична: её восточный борт относительно короткий и крутой, а западный — более пологий и длинный. Преобладающие типы ландшафта — луговые равнины и степи, вверх по склонам переходящие в лесостепи.